# Cinnamomum kami
Cinnamomum kami är en lagerväxtart som beskrevs av André Joseph Guillaume Henri Kostermans. Cinnamomum kami ingår i släktet Cinnamomum och familjen lagerväxter. Inga underarter finns listade i Catalogue of Life.